# Рур (Приморские Альпы)
Рур (фр. Roure) — коммуна на юго-востоке Франции в регионе Прованс — Альпы — Лазурный берег, департамент Приморские Альпы, округ Ницца, кантон Туррет-Леванс. До марта 2015 года коммуна административно входила в состав упразднённого кантона Сен-Совёр-сюр-Тине (округ Ницца).
Площадь коммуны — 40,3 км², население — 216 человек (2006) с тенденцией к снижению: 205 человек (2012), плотность населения — 5,1 чел/км².

## Население
Население коммуны в 2011 году составляло — 206 человек, а в 2012 году — 205 человек.
| 1962 | 1968 | 1975 | 1982 | 1990 | 1999 | 2004 | 2006 | 2009 | 2011 | 2012 |
| ---- | ---- | ---- | ---- | ---- | ---- | ---- | ---- | ---- | ---- | ---- |
| 145  | 148  | 71   | 112  | 147  | 167  | 195  | 216  | 216  | 206  | 205  |

Динамика численности населения:

## Экономика
В 2010 году из 123 человек трудоспособного возраста (от 15 до 64 лет) 74 были экономически активными, 49 — неактивными (показатель активности 60,2 %, в 1999 году — 71,6 %). Из 74 активных трудоспособных жителей работали 66 человек (38 мужчин и 28 женщин), 8 числились безработными (3 мужчин и 5 женщин). Среди 49 трудоспособных неактивных граждан 10 были учениками либо студентами, 27 — пенсионерами, а ещё 12 — были неактивны в силу других причин.
На протяжении 2010 года в коммуне числилось 47 облагаемых налогом домохозяйств, в которых проживало 74,0 человек. При этом медиана доходов составила 14 тысяч 188 евро на одного налогоплательщика.